# 浅井由崇
浅井 由崇（あさい よしたか、1962年3月1日 - ）は、日本の政治家。前愛知県豊橋市長（1期）。元愛知県議会議員（4期）。

## 経歴

### 生い立ち
愛知県豊橋市出身。豊橋市立岩田小学校、豊橋市立豊岡中学校、愛知県立豊橋南高等学校卒業。早稲田大学政治経済学部に進学。大学在学中は雄弁会に所属した。1987年3月、同大学卒業。同年4月、東陶機器（現・TOTO）に就職。1990年に退職し帰郷。同年から2006年まで浅井建築事務所に勤務。
1999年と2003年の愛知県議会議員選挙に無所属で立候補するが、いずれも落選。
2007年の県議選に民主党公認で立候補し初当選。その後民進党を経て、国民民主党に所属するも、2019年の県議選では無所属で立候補し、4期目の当選を果たす。

### 2020年豊橋市長選挙
2020年3月26日、任期満了に伴う市長選挙に立候補することを表明。同年、市長選に向けて政治団体「豊橋新時代の会」を設立した。代表には高校時代の恩師の中西宏之が就任した。中西は浅井の後援会連合会会長も兼任した。
同年11月8日に執行された豊橋市長選挙に連合愛知の推薦、日本共産党の自主支援などを受けて立候補。立憲民主党所属衆議院議員の関健一郎や旧民主系の市議、サーラコーポレーション代表取締役社長で豊橋商工会議所の会頭を務める神野吾郎らの支援も受け、現職の佐原光一（自民党・公明党推薦）らを大差で破り初当選した。11月9日、当選証書を受け取った浅井は取材に応じ、佐原が豊橋公園を建設予定地として進める新アリーナ計画 について「場所は白紙に戻す。市民の声をしっかりと聴きたい」と述べた。11月17日に市長に就任した。
※当日有権者数：297,830人 最終投票率：43.14%（前回比：13.32pts）
| 候補者名 | 年齢 | 所属党派 | 新旧別 | 得票数   | 得票率 | 推薦・支持                               |
| -------- | ---- | -------- | ------ | -------- | ------ | ---------------------------------------- |
| 浅井由崇 | 58   | 無所属   | 新     | 68,977票 | 54.27% | （推薦）連合愛知、（自主支援）日本共産党 |
| 佐原光一 | 66   | 無所属   | 現     | 48,085票 | 37.83% | （推薦）自由民主党・公明党               |
| 鈴木美穂 | 46   | 無所属   | 新     | 10,034票 | 7.89%  |                                          |

### 2024年豊橋市長選挙
2024年6月27日、豊橋市長選挙への出馬の意思を固めた市議の近藤喜典に対し、市議会の会派「自由民主党豊橋市議団」は推薦を決定した。翌28日、近藤は辞職して記者会見し、出馬表明を行った。
同年7月1日、浅井は定例記者会見で再選出馬を表明した。後援会連合会の会長には弁護士の大須賀憲太が就任した。9月23日、自由民主党豊橋市支部（代表は県議の丹羽洋章） は近藤の推薦を決定した。
同年11月3日、市長選挙が告示され、公明党豊橋支部と連合愛知の推薦を受けた浅井、前市議の近藤、前市議の長坂尚登など計4人が立候補した。近藤の出発式には、自民党から県議や市議が応援に駆けつけた。その一方で、浅井の出発式には同党衆議院議員の根本幸典が出席して良好な関係をアピールし、保守分裂選挙の様相を呈した。浅井の確認団体「新豊橋時代の会」の代表には前述の大須賀が就いた。
豊橋公園に建てる予定のアリーナは愛知国際アリーナ（名古屋市北区、2025年7月開館予定）のサテライトと位置付けられており、県と市が連携して事業を進めていた。前回選と同様、新アリーナ計画の是非が争点の一つとなった。浅井陣営の苦戦を知った大村秀章知事は選挙戦最終日の11月9日、豊橋駅東口で行われた街頭演説会で浅井の応援に入った。根本もこの演説会で弁士を務めた。終盤戦では、立憲民主党衆議院議員の小山千帆も浅井の支持を呼びかけた。
同年11月10日投開票。新アリーナ計画に反対し、9月に締結された整備運営契約 の解除を主張する長坂が他の3候補を破り初当選した。浅井は次点で落選した。近藤は記者から敗因を問われると「簡単に言えば、保守が割れたこと」と答えた。地元紙は「浅井と近藤が新アリーナ建設賛成票を奪い合い、長坂が現職への批判票や反アリーナ票を効果的に取り込んだとみられる」と報じた。
※当日有権者数：291,337人 最終投票率：43.43%（前回比：0.29pts）
| 候補者名 | 年齢 | 所属党派 | 新旧別 | 得票数   | 得票率 | 推薦・支持                       |
| -------- | ---- | -------- | ------ | -------- | ------ | -------------------------------- |
| 長坂尚登 | 41   | 無所属   | 新     | 45,491票 | 36.40% |                                  |
| 浅井由崇 | 62   | 無所属   | 現     | 41,094票 | 32.88% | （推薦）公明党豊橋支部、連合愛知 |
| 近藤喜典 | 45   | 無所属   | 新     | 36,079票 | 28.87% | （推薦）自由民主党豊橋市支部     |
| 蔵地雅彦 | 65   | 無所属   | 新     | 2,326票  | 1.86%  |                                  |

## 市政

### 豊橋公園の新アリーナ建設計画
2017年 - 2020年
佐原光一市政時代の2017年3月24日、豊橋公園の芝生広場に多目的屋内施設（新アリーナ）を建設するという計画が発表された。
2020年2月27日、市民団体「新アリーナを求める会」は、新アリーナの早期建設を求める請願を、2万8270人の署名簿を添えて市議会議長の豊田一雄に提出した。
同年3月26日、浅井は任期満了に伴う市長選挙に立候補することを表明した。「新アリーナを求める会」の共同代表の川西裕康は浅井の資金管理団体の「浅井よしたかを応援する会」に100万円を寄付するなどして布石を打った。川西は種苗会社「トヨタネ」の代表取締役社長で、豊橋駅前大通商店街振興組合理事長も務める地元経済界の顔役だった。サーラコーポレーション代表取締役社長で、豊橋商工会議所の会頭を務める神野吾郎も、浅井が新しく設立した政治団体「豊橋新時代の会」と「浅井よしたかを応援する会」にそれぞれ100万円を寄付した。
同年11月の市長選の際、同計画は争点の一つとなった。「新アリーナを求める会」は同年10月8日付の公開質問状を候補予定者に送付。佐原は、新アリーナは豊橋市総合体育館とアイプラザ豊橋の老朽化対策のためにも欠かせない施設であるとし、豊橋公園での建設案を推すと回答した。一方、浅井は「施設は多くの市民の創意を得た形で考えていくべき」「場所は豊橋公園以外」と回答した。11月8日、市長選が執行され、浅井が初当選した。翌9日、当選証書を受け取った浅井は取材に応じ、「場所は白紙に戻す」と答えた。
2021年
2021年7月26日、市は「豊橋公園内での多目的屋内施設整備用地について」と題する文書を県に提出した。豊橋公園を新アリーナの対象地として検討を始めていることを県に対し明らかにした。
12月2日付の東愛知新聞に市長就任1年を記念するインタビュー記事が掲載された。浅井は記事の中で「新アリーナ計画に関して、もう一度考え直す機会を設ける。年明けにも運営可否についての調査を始め、2022年5～6月には結論を示す」と述べた。
12月6日、市議会定例会が開会し、市は「多目的屋内施設検討調査委託料」として債務負担行為990万円を計上する議案を提出した。12月13日、一般会計予算特別委員会で長坂尚登は当該債務負担行為を取り上げ、前年の市長選における浅井の発言に触れ、「調査に際して、豊橋公園を候補地から外すという浅井市長の考えに変わりはないのか」と市当局に問いただした。市は「新聞各紙では、記者の捉え方により様々な表現となっている」と述べ、回答を避けた。12月17日に採決は行われ、議案は可決された。
2022年
2022年1月、市は、日本総合研究所と新アリーナに関する市場調査の業務委託契約を結んだ。同年3月、同研究所はヒアリング調査を実施し、豊橋公園、岩田運動公園、豊橋総合動植物公園、アイプラザ豊橋、高師緑地公園の5つの建設候補地を抽出した。7つの評目に基づいてそれぞれ評価をし、豊橋公園が21点中19点と最高点を獲得した。同年4月、市は「豊橋公園を最適な建設候補地として、事業化可能性の検討を進める」とする中間報告書を作成した。
5月30日、浅井は記者会見を開き、プロバスケットボール男子のBリーグの試合会場などに使う新アリーナの建設候補地として豊橋公園を選んだと正式に発表し、選挙公約を覆した。市場調査をしたうえで交通の便などを考慮し、市内5カ所から選定したと述べた。
9月28日、Bリーグは、2026-27シーズンよりスタートさせる「新B1リーグ」について、競技成績による昇降格制度を廃し、事業規模によって参入を決める制度に変更すると発表した。新リーグ参入のライセンス条件は「平均入場者数4000人以上、観客席5000席以上、売上高12億円以上」とされた。すなわち、地元のバスケットチーム「三遠ネオフェニックス」は、ホームアリーナを豊橋市総合体育館から新アリーナに変えれば新リーグ参入の道が開けることとなった。
10月1日、建設候補地（豊橋公園）の校区である豊橋市立八町小学校で、校区の住民を対象にした説明会を開いた。浅井は市民説明会をこの日で打ち切りにし、「説明不足」とのちに批難の声が上がった。
11月25日、新アリーナの建設予定地（豊橋公園北側、朝倉川の近く）の半分ほどが、県が指定した、豪雨時の洪水で建物が流される恐れのある「家屋倒壊等氾濫想定区域」に含まれていることが分かったと地元紙が報じた。県の河川課は2021年12月24日にこのことを市の河川課及び防災危機管理課に報告していたが、県や市の新アリーナの担当部署は取材に対し「2022年11月になって把握した」と答えた。
11月から12月にかけて、市民団体が新アリーナ建設の賛否を問う住民投票条例制定を求め署名活動を行い、有効判定分だけでも直接請求に必要な約6千人を大きく上回る1万5991人分を集めた。
2023年
2023年2月27日、市議会本会議で住民投票条例制定の議案が審議された。市民団体の共同代表の一人は「私はアリーナは白紙撤回するという公約を信じて、2020年11月の市長選挙で浅井候補に投票した。当選の報を聞いたときは、事務所に駆けつけて、万歳三唱を一緒にやった。それだけに、5月30日の記者会見は本当に驚いた。どんな理由をつけようが、選挙の公約を破ることは許されないと思う」と意見陳述した。浅井は「新アリーナの整備については、市民の意思が議員の賛同による議会での議決という形で十分反映されていることから、本条例を制定する意義は見いだし難い」と答弁した。条例制定の議案は自民党市議団、公明党市議団、まちフォーラムの3会派が反対したため、否決された。
4月29日、新アリーナ建設の賛否を問う住民投票を求める署名活動をした市民団体の共同代表が名古屋地裁に住民訴訟を起こした。
5月31日、市は、豊橋公園内の豊橋球場を解体し、跡地に新アリーナを建設すると発表した。豊橋球場は2027年度中をめどに、豊橋総合スポーツ公園の未整備区画へ移設するとした。
6月24日、豊橋球場の移設先である豊橋総合スポーツ公園が、南海トラフ巨大地震などの津波から、避難が間に合わないと見込まれる市指定の「特定避難困難地域」に入っていたことが報道により明らかとなった。
7月27日、バスケットボール男子のBリーグは、2026年に行うリーグ改革の詳細を正式発表した。リーグを「Bリーグ・プレミア（Bプレミア）」「Bリーグ・ワン（Bワン）」「Bリーグ・ネクスト（Bネクスト）」の3部制で構成するとした。前述のとおり、2026年秋に開幕するBプレミアについては、平均入場者数4000人以上、売上高12億円以上、観客席5000席以上などの条件をクリアしなければ、強豪チームでも参入できなくなる。
9月4日、市議会定例会が開会。市は、新アリーナの特定事業契約の債務負担行為限度額を「230億7000万円に金利および物価変動などによる増減額を加算した額」とする議案を提出した。最終日の9月29日、本会議は13時に始まったが、15時から一般会計予算特別委員会で審議が行われた。議論は紛糾し、委員会は22時までかかった。新アリーナの関連議案は自民党市議団18人（議長除く）、公明党市議団5人、まちフォーラム3人、古池もも、鈴木智子の計28人の賛成により可決された。反対したのは日本共産党市議団3人、寺本泰之、長坂尚登、菅谷竜、諸井菜々子の計7人であった。
2024年
2024年5月20日、住民投票の署名活動を行った市民団体の共同代表が、新アリーナ計画を巡る公文書公開請求で「不存在」という市の弁明は虚偽だったとして、虚偽公文書作成、同行使の疑いで浅井を刑事告発し、豊橋警察署が受理した。
5月30日、市は、新アリーナ計画に関する2022年の市場調査委託業務で、完成が遅れた調査報告書を委託期限に間に合ったようにするため、日付を偽装したと発表した。
同日、PFI事業「多目的屋内施設（新アリーナ）及び豊橋公園東側エリア整備・運営事業」について、スターツコーポレーションを代表企業とする特別目的会社「TOYOHASHI Next Parkグループ」が230億6999万円で落札した。6月28日、市は同グループと基本協定を結んだ。9月27日、市は同グループと、落札額と同額で正式に特定事業契約を締結した。同じBTコンセッション方式で県が先行して進めている新体育館「愛知国際アリーナ」の整備事業とは異なり、全額公費負担。約230億円の事業費のうち70億円程度を国や県の補助金でまかなう。
10月15日、市は、豊橋球場の解体工事、周辺樹木の伐採工事を開始した。
10月17日、三遠ネオフェニックスは、新アリーナをホームアリーナとすることがBリーグから認められたことにより、Bプレミア初年度から参戦するためのライセンスを交付された。同日、浅井は三遠ネオフェニックスに祝辞を送り、「2027年秋のオープンに向けて整備を進めている多目的屋内施設では、三遠ネオフェニックスのホームアリーナとしてホームゲームが開催されることになります」と述べた。
11月10日に行われた市長選挙では、主要3候補のうち、浅井と前市議会議議長の近藤喜典は新アリーナ計画推進を訴えた。前市議の長坂尚登は中止を訴えた。浅井らを破った長坂は市長就任から4日後の11月21日、特定事業契約の解除を「TOYOHASHI Next Parkグループ」に申し入れ、豊橋球場の解体工事は中断した。

### 豊橋市動物愛護センターの建設計画

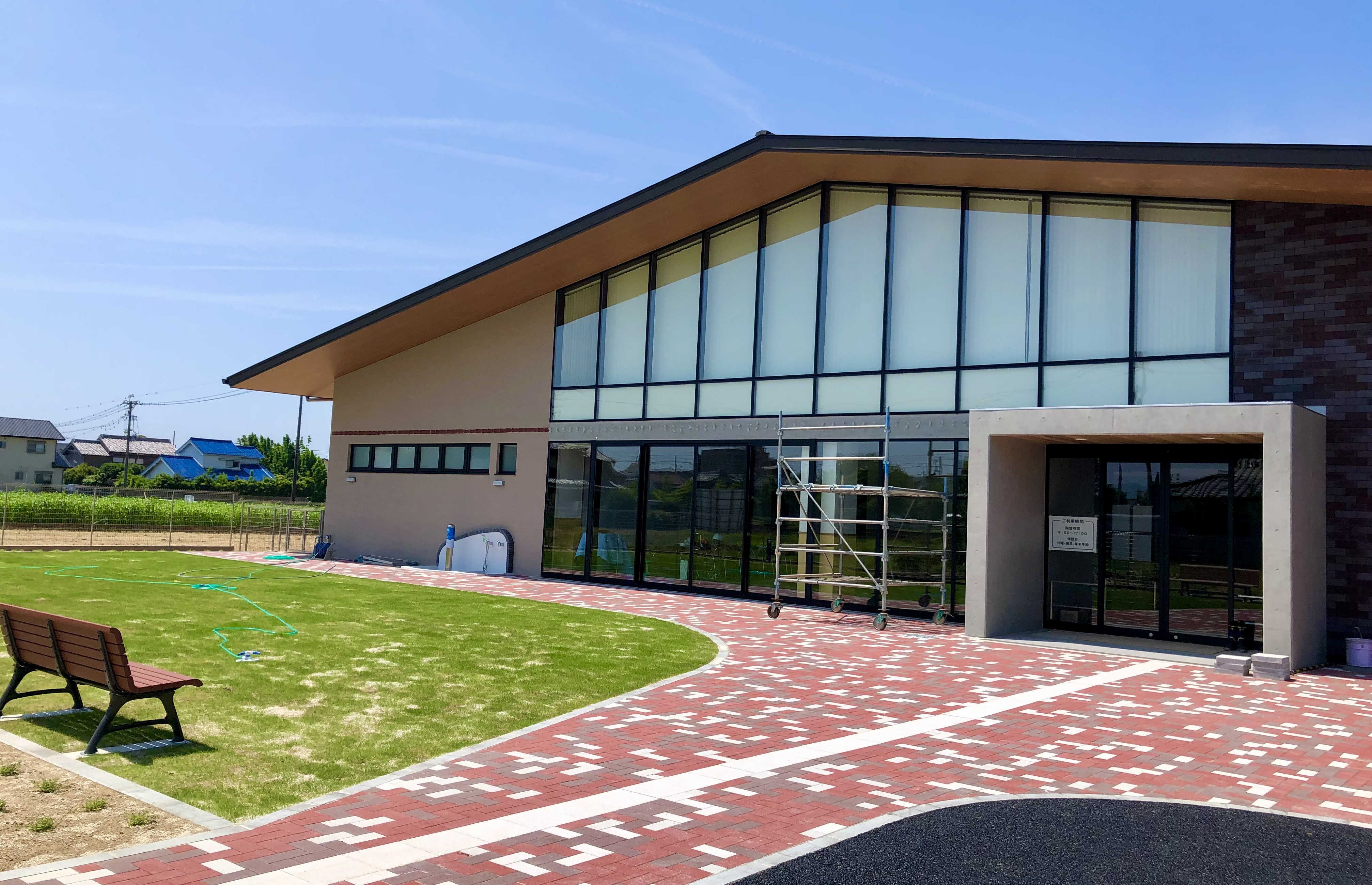
建設中の豊橋市動物愛護センター（豊橋市中野町）

佐原市政時代の2019年2月5日、動物の愛護や管理の拠点として「動物愛護センター」を設置する方針が打ち出された。県内では豊田市、岡崎市がすでにセンターを稼働させていたが、豊橋市にはなかった。
2020年11月の市長選の際、動物愛護センターの設立は争点の一つとなった。浅井は選挙公報に「動物愛護のまちづくり 動物愛護センターの設立」を公約に掲げて立候補。他の政策を優先させた現職の佐原を破り、初当選した。
2022年8月2日、市は、市議会福祉教育委員会で、豊橋市動物愛護センター（仮称）の建設予定地を市内中野町の市保健所・保健センター（ほいっぷ）の駐車場部分とすると発表した。建設の候補地は（1）ほいっぷ駐車場、（2）ほいっぷ周辺農地、（3）道の駅とよはしの周辺農地、（4）小池給水所跡地、（5）グリーンスポーツセンター跡地、（6）のんほいパーク西門駐車場、（7）のんほいパーク周辺農地の計7つで、既存ライフラインがあること、用地交渉が不要であること、集客性の観点などから、ほいっぷ駐車場が選ばれた。翌8月3日、市は正式に当該計画を公表した。2階建て、延べ千平方メートルの規模を予定し、2025年度の完成を目指す。
その後、豊橋市医師会などを含めた関係者から「ほいっぷの駐車場が減ると、災害時の救護活動や休日夜間急病診療所の運営に支障をきたす」と反対の声が上がった。
2023年1月23日、市は、計画地をほいっぷ駐車場から、7か所の候補地の次点であった「ほいっぷから500メートル以内の周辺の農地」に変更すると発表した。また、最初の検討時に想定していた2000平方メートルの建物面積を、隣接農地への光害や日陰対策のため、3000～4000平方メートルに改めた。同年2月21日、市は、市議会福祉教育委員会で「豊橋市動物愛護センター（仮称）整備基本計画案」を示した。候補地を、ほいっぷの北側から西側に隣接する農地とすると明記した。4月7日、市は建設地をほいっぷ隣接地に決定したと発表。ほいっぷの南西側、道路を挟んだ畑約3,600平方メートルの所有者と土地の売買契約を結んだことを明らかにした。2023年度中に地質調査と実施設計を行い、2024年度に着工し、2025年度前半のオープンを目指す。また、動物愛護センターの整備と合わせ、ほいっぷの駐車場を約900平方メートル拡張するとした。
2024年3月31日、市は、動物愛護行政について基本方針などを定めた「豊橋市動物愛護管理推進計画」を廃止した。
同年7月3日、豊橋市動物愛護センターの起工式が行われた。総事業費は9億8000万円で、そのうちクラウドファンディングで1286万円を集めた。2025年秋の開所予定。

### その他
- 2020年12月10日、豊橋市議会定例会で小原昌子市議が、性的少数者（LGBTなど）の同性カップルが婚姻と同等の扱いを受けられる「パートナーシップ宣誓制度」について質問。市は「できるだけ早い時期のスタートを目指したい」と答弁した[89]。同制度は2021年4月1日に導入された[90]。

- 2021年2月16日、小学校の給食費を同年4月から無償化すると発表。2021年度の当初予算案に費用7億6千万円を計上した。実現すれば、県内では豊橋市が初めてとなる予定だった。市内の児童数は約2万人で、親は給食費として1食240円を負担しており、無償化すると児童1人当たり年間4万5千円ほどの負担減となる予定だった[91]。
ところが同年3月11日に始まった市議会予算特別委員会の審査では、無償化に賛成の旧民進系会派「まちフォーラム」（4人）と「日本共産党豊橋市議団」（3人）に対し、「自由民主党豊橋市議団」（20人）と「公明党豊橋市議団」（5人）が反発。議論が紛糾した。3月23日、同委員会で、当初予算案から小学校の給食費無償化関連の予算を削減した修正案が可決され[92]、3月29日の市議会本会議で同修正案は「自由民主党豊橋市議団」、「公明党豊橋市議団」、一人会派の寺本泰之、川原元則、長坂尚登、古池ももの賛成を得て可決された。よって小学校給食費無償化は実現しなかった[93][94]。